# Meranti-eilanden
Meranti-eilanden (Indonesisch: Kepulauan Meranti) is een regentschap dat deel uitmaakt van de provincie Riau op het eiland Sumatra, Indonesië. Het regentschap heeft een oppervlakte van 3.707,84 km² en heeft 216.329 inwoners (2009). De hoofdstad van Meranti-eilanden is Selatpanjang.

## Kecamatan
De Meranti-eilanden bestaan uit 5 kecamatan.
- Merbau
- Rangsang
- Rangsang Barat
- Tebing Tinggi
- Tebing Tinggi Barat

Stadsgemeenten: Dumai · Pekanbaru

Regentschappen: Bengkalis · Indragiri Hilir · Indragiri Hulu · Kampar · Kepulauan Meranti · Kuantan Singingi · Pelalawan · Rokan Hilir · Rokan Hulu · Siak